# Yoán Moncada
Yoán Manuel Moncada Olivera (Abreus, 27 de mayo de 1995) es un jugador de tercera base de béisbol profesional cubano de los Medias Blancas de Chicago de la Major League Baseball. Hizo su debut en la MLB con los Medias Rojas de Boston en 2016 y fue traspasado a los Medias Blancas durante la temporada baja de 2016-2017. Es uno de los primeros jugadores activos de la MLB en representar a la selección cubana en competencias internacionales.

## Trayectoria
Moncada debutó en la Liga Cubana de Béisbol en 2011-2012. Salió de Cuba en junio de 2014 después de recibir permiso del gobierno para seguir una carrera en las Grandes Ligas de Béisbol. El 23 de febrero de 2015, los Medias Rojas de Boston llegaron a un acuerdo con Moncada, firmándolo con un contrato con un bono por firmar de $ 31,5 millones. Hizo su debut en ligas menores el 18 de mayo.
Antes del inicio de la temporada 2016, la MLB clasificó a Moncada como el quinto mejor prospecto de las Grandes Ligas. Su debut en la MLB se produjo el 2 de septiembre de 2016, en el Oakland Coliseum contra los Oakland Athletics. En sus primeras entradas obtuvo una base por bolas y luego anotó una carrera. Al día siguiente consiguió su primer hit. Moncada terminó el 2016 con 8 apariciones en el plato y un promedio de bateo de 211.
El 6 de diciembre de 2016, los Medias Rojas canjearon a Moncada, Michael Kopech, Luis Alexander Basabe y Víctor Díaz a los Medias Blancas de Chicago a cambio de Chris Sale.
El 19 de julio de 2017, los Medias Blancas retiraron a Moncada de las ligas menores luego del canje de Todd Frazier a los Yankees de Nueva York. En su primer juego con la nueva camiseta obtuvo una base por bolas del campo de Kenta Maeda. El 26 de julio, conectó su primer jonrón con un lanzamiento de Jake Arrieta de los Cachorros de Chicago. El 25 de agosto fue colocado en la reserva de lesionados debido a una lesión en el talón.